# پرنسس و ملکه (خاندان اژدها)
«شاهدخت و ملکه» (به انگلیسی: The Princess and the Queen) ششمین قسمت از فصل اول سریال تلویزیونی درام فانتزی خاندان اژدها از اچ‌بی‌او است که نخستین بار در ۲۵ سپتامبر ۲۰۲۲ پخش شد. این قسمت توسط سارا هس نوشته شده و میگل سپاچنیک کارگردانی آن را بر عهده داشته‌است.
با جهش داستانیِ ۱۰ ساله پس از قسمت قبلی این اپیزود تولد جافری، سومین پسر رینیرا و لِینور و سفر دیمِن با همسرش لِینا، و دخترانشان بئلا و رینا به پنتوس را به تصویر می‌کشد که با ادعاهایی پیرامون مشروعیت فرزندان رینیرا ادامه داده می‌شود.
این قسمت به‌طور کلی نقدهای مثبتی را دریافت کرد، که از صحنهٔ افتتاحیه، صحنهٔ مرگِ لِینا ولاریون، سکانس اوج در هارِنهال، و اجرای کوک و دآرسی تمجید شده‌است، اما برخی از سرعت آن انتقاد کردند.

## داستان
ده سال پس از ازدواج، پرنسس رینیرا تارگرین (اما دآرسی)، در حال زایمان فرزند سوم خود است. همسر او، سِر لنور ولاریون (جان مک‌میلان)، پسر نوزاد را به یاد معشوق فقیدش جافری، نامگذاری می‌کند. ملکه آلیسنت های‌تاور (اولیویا کوک) دستور می‌دهد که نوزاد تازه متولدشده را فوراً پیش او بیاورند. رینیرای ضعیف و دردمند از زایمان، اصرار دارد که خودش جافری را با کمک لِنور به آنجا ببرد. ملکه خاطرنشان می‌کند که رنگ موی این نوزاد، مانند برادرانش جاکریس (لئو هارت) و لوسریس (هاروی سادلر)، به جای نقره‌ای که به خاندان تارگرین و ولاریون نسبت داده می‌شود، قهوه‌ای رنگ است. او بعداً پادشاه ویسریس (پدی کانسیداین) را غیر مستقیم تحت فشار قرار می‌دهد، تا فرزندان پرنسس رینیرا را حرامزاده اعلام کند، که هیچ ادعایی برای تاج و تخت ندارند، ایده‌ای که ویسریس به شدت رد می‌کند. سِر کریستون کول (فابین فرانکل)، که اکنون محافظ منصوبِ ملکه آلیسنت است، در حال آموزش شمشیرزنی به شاهزاده‌های نوجوان است. او پس از یک برخورد با سِر هاروین استرانگ (رایان کر)، وی را تحریک می‌کند، که به دلیل شایعاتِ بی‌وفاییِ پرنسس رینیرا، به او حمله کند، و در نتیجه مشروعیت پسران پرنسس را زیر سؤال ببرد.
اِگان تارگرین (تای تنانت)، پسر لوس ملکه آلیسنت، یک شوخیِ آمیخته با فریب را نسبت به برادر کوچکترش ایموند تارگرین (لئو اشتون)، تنها شاهزاده‌ای که هنوز صاحب اژدها نشده‌است، را با همدستیِ جاکریس و لوسریس، پسران پرنسس رینیرا، انجام می‌دهد. ایموند متعاقباً مخفیانه وارد غار اژدها می‌شود، اما پس از روبرویی با اژدهایی با نفسی آتشین، از آنجا فرار می‌کند. آلیسنت بعداً اِگان را به خاطر رفتار نادرستش سرزنش می‌کند و بر اتحاد و وفاداری در خانواده‌اش تأکید می‌کند، سپس می‌گوید که باید خودش را برای مبارزه با رینیرا برای تاج‌وتخت آماده کند. سِر لِنور که حوصله‌اش سر رفته‌است، آرزو دارد در استپ‌استونز، که تری‌آرچی دوباره آن را فتح کرده‌است، همراه با معشوقش، سِر کارل کوری (آرتی فروشان)، بجنگد؛ این باعث می‌شود که پرنسس رینیرا به او دستور دهد که در کینگز لندینگ بماند.
شاهزاده دیمون تارگرین (مت اسمیت) و همسر دومش، لیدی لِنا ولاریون (نانا بلوندل)، به همراه دختران دوقلوی خود، بئلا تارگرین (شانی اسمتورست) و رینا تارگرین (ایوا اوسی-گرنینگ) به اِسوس سفر می‌کنند. شاهزادهٔ شهر بندریِ پنتوس، در ازای تخصیص جایگاهی سلطنتی به دیمون و لِنا، خواستار قدرت اژدهایان آن‌ها می‌شود، تا اتحادی را علیه تری‌آرچی ترتیب دهند، که اکنون به دنبال گسترش به سمتِ شمال است. لِنای باردار، تحت یک زایمان طولانی‌مدت دردناک قرار می‌گیرد؛ او نمی‌تواند با موفقیت زایمان کند، از اینرو به دلیل شرافت خود برای مردن به‌عنوان یک اژدهاسوار تا در هنگام زایمان، به اژدهای خود واگار دستور می‌دهد تا او را بسوزاند، که دیمون را به شدت تحت تأثیر قرار می‌دهد.
پرنسس رینیرا، برای ایجاد صلح سیاسی و تحکیم جانشینی، پیشنهاد ازدواج پسرش شاهزاده جاکریس را با پرنسس هلنا، دختر پادشاه و خواهر ناتنی‌اش، می‌دهد. پادشاه موافق است و صمیمانه از آن استقبال می‌کند، در حالی که ملکه آلیسنت به شدت با آن مخالف است. لرد لیونل استرانگ، به دلیل شایعهٔ رابطه نامشروعِ پسرش هاروین با رینیرا، قصد کناره گیریِ خود از عنوان دستِ پادشاه را به وی اعلام می‌کند. پادشاه ویسریس این درخواست را رد می‌کند، اما به او اجازه می‌دهد تا برای مدت کوتاهی با هاروین، ارباب آینده، که بر املاک نظارت خواهد کرد، به هارنهاال سفر کند. سِر هاروین، با خداحافظی عاطفی‌اش با رینیرا و فرزندانش، به معنای پدر بیولوژیکی آن‌ها تلقین می‌شود. وقتی جاکریس از او می‌پرسد که آیا هاروین پدر واقعی اوست و اینکه این امر او را یک حرامزاده تلقی می‌کند، رینیرا به سادگی پاسخ می‌دهد که او یک تارگرین است.
ملکه آلیسنت آرزو دارد که ای کاش پدرش، سِر آتو های‌تاور، دستِ پادشاه و متحد وی می‌بود و به لَریس استرانگ (متیو نیدهم) اعتماد می‌کند. سپس لریس سه جنایتکار محکوم به مرگ را به خدمت می‌گیرد و به شرطی که زبانشان بریده شود، آزادی آن‌ها را قول می‌دهد. در هارنهال، لرد لیونل و پسرش سِر هاروین، هر دو در یک آتش‌سوزی مرموز در خانه‌شان، که ظاهراً توسط مردان لریس سازماندهی شده‌بود، کشته می‌شوند. لریس اکنون تنها پسر بازماندهٔ خاندان استرانگ است، و در نتیجه با مرگ پدر و برادرش، لُردِ هارنهال می‌شود. پرنسس رینیرا معتقد است که از نظر سیاسی مصلحت این است که او، لِنور، فرزندانشان و همچنین معشوقهٔ لِنور، کینگز لندینگ را ترک کنند و به جایگاه خودشان در دراگون‌استون نقل مکان کنند.

## تولید

### نویسندگی
«پرنسس و ملکه» توسط سارا هس، تهیه‌کنندهٔ اجرایی نوشته شده و نخستین حضور او در فرنچایز بازی تاج‌وتخت است. نام اپیزود برگرفته از رمان کوتاهی به همین نام اثر جرج آر. آر. مارتین از سال ۲۰۱۳ است.

### فیلم‌برداری
این اپیزود توسط مجری برنامه و تهیه‌کنندهٔ اجرایی، میگل سپاچنیک کارگردانی شد و دومین کارگردانی او برای این سریال، پس از قسمت آزمایشی «وارثان اژدها» و هشتمین برای این فرانچایز بود. تصویربرداری در شهرداریِ لاکالاهورا واقع در استان گرانادا، اسپانیا، به عنوان مکان صحنه‌های پنتوس انجام شد.

### بازیگران
این قسمت نخستین حضور اما دآرسی در نقش رینیرا تارگرین بزرگسال، اولیویا کوک در نقش آلیسنت های‌تاور بزرگسال، و جان مک‌میلان در نقش لنور ولاریون بزرگسال را رقم می‌زند، که جانشین میلی آلکاک، امیلی کری و تئو نیت شدند، که نسخه‌های نوجوان این سه شخصیت را به ترتیب در پنج اپیزود اول به تصویر کشیدند. نام دآرسی نخستین بار در تیتراژ پایلوت «وارثان اژدها» در نقش راویِ آغازین ذکر شد، بنابراین، این قسمت نخستین حضور وی روی صحنه را نشان می‌دهد. این قسمت همچنین نخستین حضور تای تنانت، لئو اشتون و ایوی آلن به ترتیب در نقش نسخه‌های نوجوان اِگان، ایموند و هلنا، فرزندان ملکه آلیسنت و پادشاه ویسریس است. علاوه بر آن لئو هارت و هاروی سادلر در نقش نسخه‌های نوجوان جاکریس و لوسریس، دو پسر اول پرنسس رینیرا و سِر لِنور ولاریون ظاهر می‌شوند. این قسمت نخستین و تنها حضور نانا بلوندل در نقش بزرگسالِ لیدی لِنا ولاریون را نشان می‌دهد که جانشین ساوانا استین شد، که در قسمت قبلی نسخهٔ نوجوان وی را به تصویر کشید. لرد لیونل استرانگ با بازی گاوین اسپوکس و سِر هاروین استرانگ با نقش‌آفرینی رایان کُر نیز آخرین حضور خود را در این اپیزود دارند.

## بازخورد

### رتبه‌بندی
حدود ۱٫۸۶ میلیون بیننده «پرنسس و ملکه» را در اولین پخش آن از اچ‌بی‌او در ۲۵ سپتامبر ۲۰۲۲ تماشا کردند.

### پاسخ انتقادی
در وبسایت بازبینی‌خوانی راتن تومیتوز، ۸۶٪ از ۹۵ بررسی منتقدین مثبت است و این قسمت میانگینِ امتیاز ۷٫۵/۱۰ را در اختیار دارد. اجماع این وب‌سایت چنین می‌نویسد: «در حالی که ارزش برخی از تکان‌دهنده‌ترین لحظات در پی این فاصلهٔ زمانی طولانی کاهش یافته‌است، دستورات اِما دآرسی و اولیویا کوک به خوبی روشن می‌کنند که «پرنسس و ملکه» جای خود را برای تماشایی جنگویانه حفظ می‌کند.»
الک بوجلاد از دن آف گیک به آن امتیاز ۴٫۵ از ۵ ستاره داد و آن را «به مراتب سرگرم‌کننده‌ترین و غنی‌ترین ورودی در خاندان اژدها تاکنون» دانست. او صحنهٔ افتتاحیه را ستود و آن را «بهترین چیزی که این نمایش تاکنون انجام داده‌است» خواند و از اجرای دآرسی، کوک و مک‌میلان تمجید کرد. هلن اوهارا در بررسی آی‌جی‌ان به این قسمت نمره «عالیِ» ۸ از ۱۰ را داد و در حکم خود نوشت: «توطئه، مثله‌کردن، قتل و اژدهایان: بازی تاج‌وتختی بیشتر از این پیدا نمی‌شود [...] این اپیزودی دراماتیک و متقاعدکننده است، که در لحظاتِ متعدد پُرجوش خود، به ما اطمینان می‌دهد که خیالمان در مورد رینیرا و آلیسنت راحت باشد [...] حتی با اینکه چند صحنه در نویسندگیِ خود سست دیده می‌شوند، اما هیچ شکی نیست که بازیگران نهایت تلاش خود را انجام می‌دهند». مولی ادواردز از گیمزریدار+ این اپیزود را با ۳ از ۵ ستاره رتبه‌بندی کرد و نظر خود را با این جمله خلاصه کرد: «رینیرا و آلیسنتِ جدید ضمیمه‌هایی قوی به بازیگران سریال هستند، اما این اپیزود آنقدر سریع از رویدادهای مهمش عبور می‌کند که وزن احساسی خود از بین می‌برد.» او سپس از جلوه‌های بصری و بازی بلوندل در نقش لِنا تمجید کرد و آن را «قدرتمند» خواند، اما از سرعت اپیزود انتقاد کرد.